# 骨無しのイーヴァル

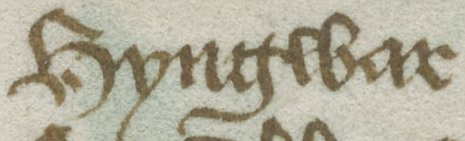
"Hyngwar", イーヴァルの名前が記された Harley MS 2278, 15世紀の Middle English manuscript.

イヴァル・ザ・ボーンレス あるいは骨無しのイーヴァル（古ノルド語: Ívarr hinn Beinlausi [ˈiːˌwɑrː ˈhinː ˈbɛinˌlɔuse]; 873年頃没）は、ヴァイキングの指導者で、イングランドとアイルランドに侵攻した。

## 人物
『ラグナル・ロズブロークの物語』によれば、彼はラグナル・ロズブロークとその妻アスラウグの息子であり、兄弟にビョルン・アイアンサイド、フヴィッツェルク、蛇眼のシグルズ、ウッボがいる。ただし、これが歴史的に正確であるかは確実ではない。イーヴァルはおそらく、870年から873年の間にダブリンのヴァイキング王であったイマールと同一人物とされる。 彼はおそらく787年頃にスウェーデンのウプサラで生まれたとの説がある。
あだ名の由来は諸説ある。"Ívarr beinlausi"は「足のないイヴァル」に翻訳できるが、「beinlausi」は同じ言葉「bein」で「骨」と「足」を指すため、「ボーンレス（骨なし）」にも翻訳できる。 数々の伝承では、彼が脚や骨を持たないか、骨形成不全症のような骨の状態を持っているとされており、ラグナルソナ・ソータ（またはラグナルの息子の物語とも呼ばれる）の一節では男性の性的不能を指す可能性があると示唆されている。
ラグナル・ロズブロークの物語によれば、イーヴァルの骨のなさは呪いの結果だった。彼の母であるラグナルの三番目の妻であるアスラウグは、ヴェールヴァ（予知者または千里眼の女性）とされていた。アスロウグは、夫婦がイギリスでの略奪中に長い別離の後、結婚を完了する前に3晩待つよう提案していた。しかし、ラグナルは長い別離の後に情熱的で、彼女の言葉に従わなかった。その結果、イーヴァルは骨が弱い状態で生まれた。
別の仮説では、実際には彼が「嫌われ者」として知られていたとされ、ラテン語ではExosus（嫌われた）となる。ラテン語の基本的な知識しかない中世の写本作成者は、これを ex（なし）os（骨）と解釈しやすかったため、「ボーンレス（骨なし）」となった可能性がある。 ただし、これは彼の名前の直訳とは一致しづらい。
伝説ではイヴァルの身体の障害を描写しているが、同時に彼の知恵、狡猾さ、および戦闘における戦略と戦術の優れた能力も強調されている。
彼はしばしばウイ・ウマール王朝の創始者であるイーヴァルと同一視され、9世紀中頃から10世紀にかけてヨーク市を拠点にノーサンブリアを支配し、ダブリン王国としてアイリッシュ海域を支配したと考えられている。これにより、彼はクロヴァン王朝の祖先ともなった。

## 年表

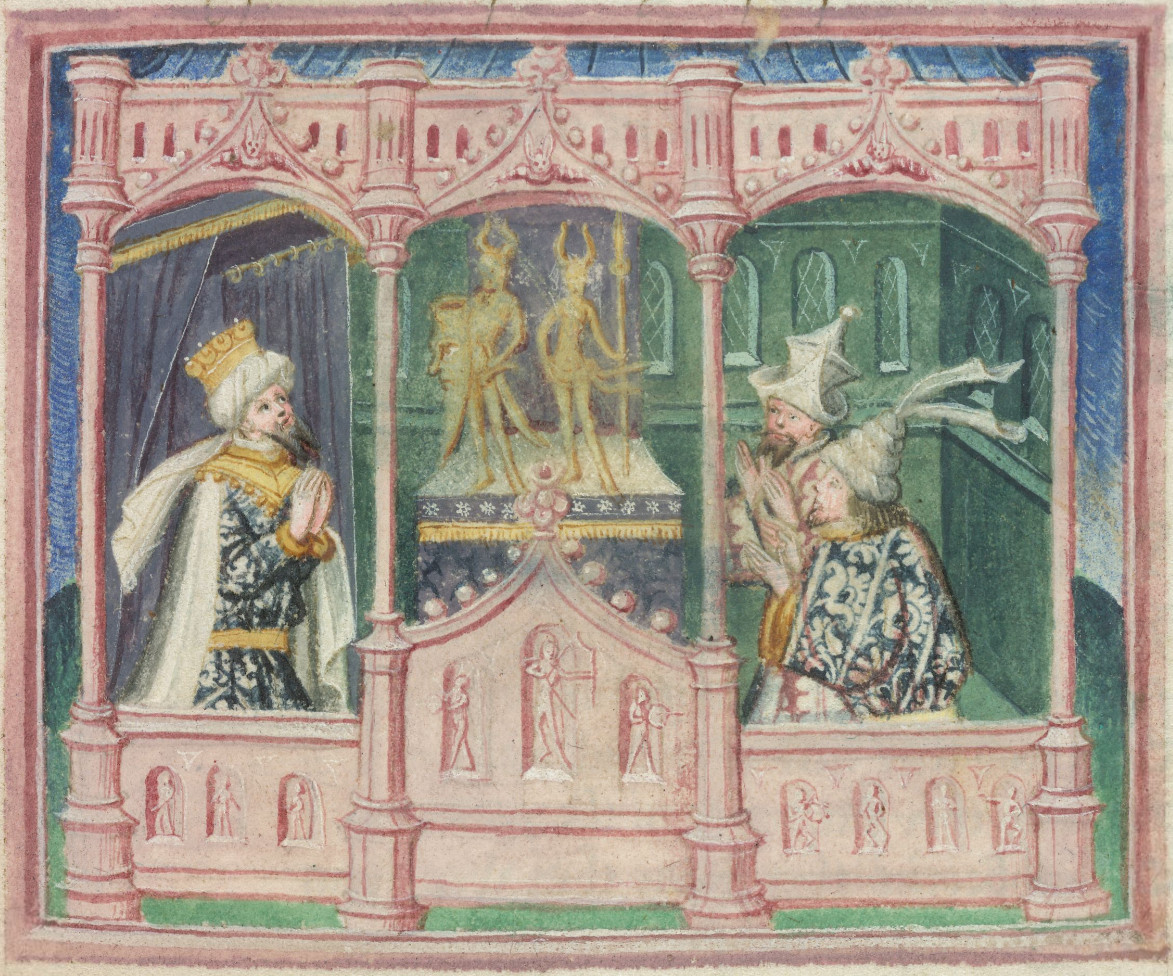
ロブロカス(ロズブローク)とその息子たちイーヴァルとウッボ 15th-century miniature in Harley MS 2278, folio 39r.

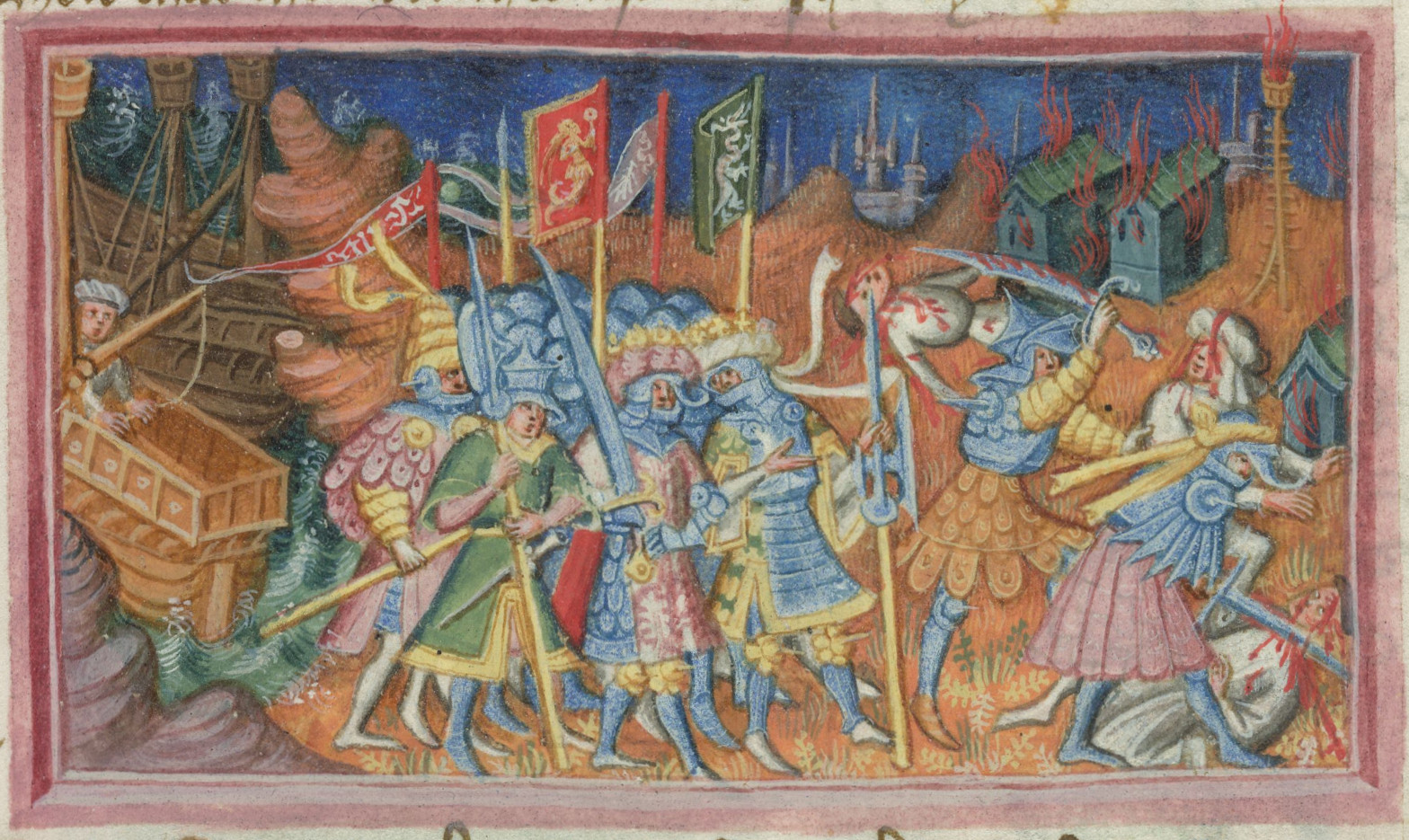
田舎を荒らす Ívarr と Ubba の15世紀の描写。folio 48r of British Library Harley 2278.

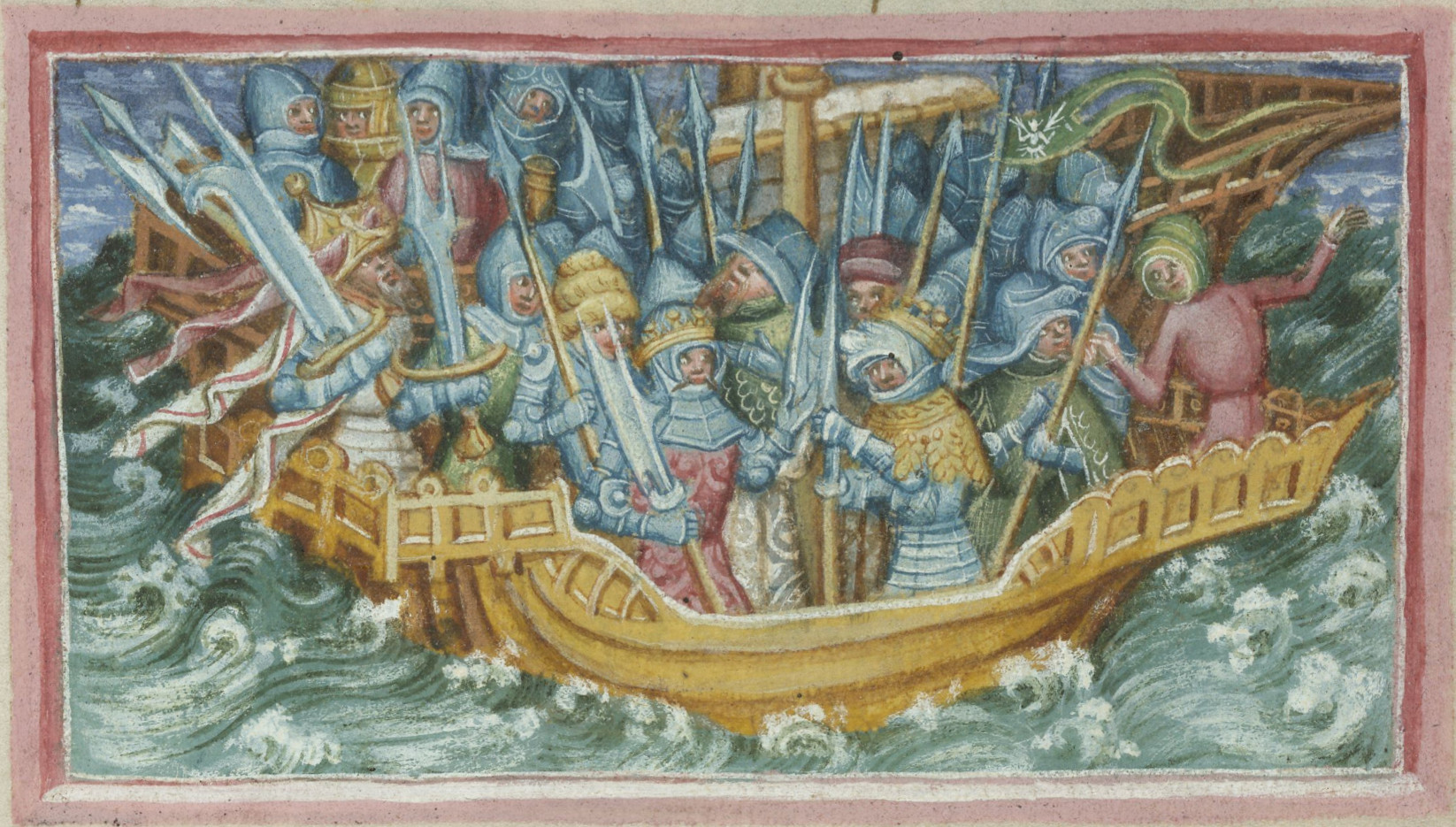
大英図書館ハーレー2278号のフォリオ47vに描かれた、父ロズブロクの仇を討つために旅立つÍvarrとUbbaの姿。

- 865年、イヴァールが率いる大異教徒軍がアングロサクソンのヘプターキーに侵攻した。[10] ヘプターキーはイーストアングリア、エセックス、ケント、マーシア、ノーサンブリア、サセックス、およびウェセックスの七王国の総称であった。侵攻は、ラグナル・ロスブロークの息子たちによって組織され、かつてアングロサクソンの王エラ・オブ・ノーサンブリアがラグナルを蛇の穴に投げ込んで殺害したとされる復讐のためだったが、この出来事の歴史的な正確性は不明。 [11][12] 伝説によれば、イーヴァルはエッラ王に打ち勝たず、和解を求めた。彼は牛の皮で覆えるだけの土地を求め、エッラ王に対して戦争を起こさないことを誓った。しかしその後イーヴァルは牛の皮を非常に細い糸に切り裂いて、大きな要塞（以前の伝説ではヨークで、後の伝説ではロンドンであった）を包み込むことができるほどの形状にし、彼は要塞を手に入れたと伝えられている。（この伝説的な策略はディードーものと類似性が見られる）。
- 翌年末、軍は北に向かい、867年にヨークで王エッラ（英語版）を捕らえた。[13] 伝説によれば、エッラ王はイーヴァルとその兄弟によって血の鷲の刑によって処刑された。これは歴史的な正確性に議論がある処刑方法で、胸郭が後ろから開かれ、肺が引き抜かれ、翼のような形状になる。[9] 同じ年の後半、軍は南に向かい、マーシア王国に侵攻し、ノッティンガムの町を占拠し、冬を過ごした。マーシアの王バーグレット・オブ。マーシアは西サセックスの王エゼルレッド (ウェセックス王)と提携し、合同軍は町に包囲された。アングロサクソンは市を奪回できなかったが、休戦が合意され、デーン人はヨークに撤退することになった。[13] 大異教徒軍は1年以上にわたりヨークに滞在し、さらなる攻撃のために力を蓄えた。[13]
- イーヴァルとウッバは、869年にイーストアングリアに戻った際のデーン人の指揮官であったとされる。彼らは東アングリア王エドマンド殉教王にキリスト教を放棄するよう要求したが、拒否されたため処刑した。[14] エドマンド殉教王の死の詳細は不明だが、彼の捕獲とラグナルの息子たちによる処刑は起こった可能性がある。[14][15]

## 死
アングロサクソンの年代記者のエゼルウェルドによれば、イーヴァルの死は870年とされている 。 アルスター年代記には、873年にイーマルが亡くなったと記載されている。また、アイルランドの断片年代記 にも873年の項目でイーマルの死が記録されている。
ライスリンドの王としてゴズフライト（つまり、イーマルの父）と同定されたのは17世紀の写本家によるものであった。元の11世紀の写本では、エントリーの対象は単にスカンジナビアの王（「ロクランの王」の意）と呼ばれており、おそらくはイーマルを指していたと考えられる。イーマルの死はアイルランド断片年代記以外で特記されておらず、死因である突然でひどい病気は他の資料には記載されていないが、これによりイーヴァルの古ノルド語のあだ名の真の起源が、彼の生涯の終わりに彼を襲った未知の病気の影響にある可能性がある。
1686年、農夫トーマス・ウォーカーがダービーシャーのレプトンでスカンジナビアの埋葬丘を発見した。これは大異教徒軍がメルシア王バーグレッドを倒した戦場の近くであり、その身の回りに部分的な骸骨が250を超える数あったことから、埋葬された人物は非常に高い地位にあったと考えられている。この埋葬丘がイーヴァルの最後の安息の地であったかもしれないとされている。
伝説によれば、イーヴァルは攻撃される場所に自分を埋葬するように命じ、もしそうなれば土地にやってくる敵は不幸に遭うだろうと予言した。伝説によれば、この予言は真実であり、「庶子王ウィルヘルム（ウィリアム1世）が上陸するとき、彼は埋葬地に行ってイーヴァルの丘を壊し、イーヴァルの体が腐敗していないことを見た。その後、ウィルヘルムは上陸侵攻を続け、勝利を収めた」とされている。